# Na Koa Ikaika Maui
Na Koa Ikaika Maui était un club de baseball indépendant basé à Wailuku, à Hawaï aux États-Unis, de 2010 à 2013.
L'équipe, qui n'avait pas d'affiliation avec une franchise de la Ligue majeure de baseball, fait partie de trois ligues : la Golden Baseball League en 2010, la North American League en 2011 et 2012, puis la Pacific Association of Professional Baseball Clubs en 2013. Le club change de ligue en deux occasions lorsque la Golden et la North American League cessent leurs activités.
En hawaïen, Na Koa Ikaika Maui signifie « puissants guerriers de Maui ».
Le club est initialement opéré par le groupe xNe, Inc, dont le président est Michael Cummings. En défaut de paiement après la première saison jouée en 2010, les avoirs de la compagnie sont mis aux enchères publiques et le nouveau partenariat de Hawaii Baseball LLC, composé de Leroy Pettigrew, Bob Young et Harris Tulchin, prend contrôle de l'équipe.

## Golden Baseball League
À sa saison inaugurale en 2010, Na Koa Ikaika Maui établit un record de la Golden Baseball League avec une fiche de 56 victoires et 26 défaites, ce qui permet au club dirigé par le gérant Cory Snyder de terminer au premier rang de la division Sud, mais perd la série finale en encaissant 3 revers en autant de parties face aux champions, les Outlaws de Chico. L'équipe hawaïenne attire 2 145 spectateurs au Maehara Stadium pour le dernier match de l'année, alors que de 600 à 700 personnes en moyenne avaient assisté aux matchs locaux durant la saison.

## North American League
La Golden Baseball League cessant ses activités après la saison 2010, Na Koa Ikaika Maui rejoint un autre circuit indépendant, la North American League, en 2011. Elle y dispute deux saisons, jusqu'à ce que cette ligue à son tour disparaisse après la campagne 2012. En 2011, l'équipe est dirigée par un ancien joueur de la Ligue majeure de baseball, Garry Templeton. Le club annule la fin de saison, soit ses 27 derniers matchs, dont 23 devaient être jouées à l'extérieur de Hawaii.
Menés par le manager Jamie Vermilyea en 2012, Na Koa Ikaika Maui perd la finale de la division Nord deux parties à une contre les Pacifics de San Rafael.

## Pacific Association
Deuxième meilleur club de la Pacific Association en 2013 avec 46 victoires contre 29 défaites en saison régulière, Na Koa Ikaika Maui est champion après avoir remporté le 25 août à San Rafael, en Californie, le match de finale par une victoire de 6-1 sur les Pacifics de San Rafael. Jeff Brooks est le gérant de l'équipe championne en 2013.
La Pacific Association, prétextant des coûts de déplacements trop élevés du continent à Hawaï, met un terme aux activités de Na Koa Ikaika Maui et des Stars de Hawaii après une seule saison.